# أوغوست مالو
أوغوست مالو (بالفرنسية: Auguste Malou)‏ (مواليد 23 يونيو 1994 في السنغال) لاعب كرة قدم سنغالي يجيد اللعب في مركز الوسط المحوري. يلعب حاليا لصالح البديع في الدوري البحريني الممتاز منذ 2022.